# Якубхер
Якубхер — третій гіксоський фараон з XV династії.

## Життєпис
Бувши спадкоємцем Шеші, що установив міцну владу гіксосів над Нижнім Єгиптом, Якубхер правити, зберігаючи статус-кво у стосунках з Фівами.
Від часів правління Якубхера залишились тільки скарабеї із зображенням імені фараона. Запис про Якубхера у Туринському папірусі пошкоджений, тому єгиптологам поки не вдалось визначити точну тривалість його правління. Думка фахівців збігається на тому, що Якубхер правив вісім чи одинадцять років.
Ім'я Якубхера іноді використовують для обґрунтування теорій про можливе входження ізраїльтян до племінного союзу гіксосів. Трапляються твердження, що ототожнюють його зі старозаповітним Йосипом. Джеймс Генрі Брестед, не виключаючи цілком належності Якубхера до роду Якова, відзначав ризикованість подібних припущень.